# Cyrtandromoea megaphylla
Cyrtandromoea megaphylla är en tvåhjärtbladig växtart som beskrevs av Hemsley. Cyrtandromoea megaphylla ingår i släktet Cyrtandromoea och familjen Gesneriaceae. Inga underarter finns listade i Catalogue of Life.